# 11. јун
11. јун (11.6.) је 162. дан године по грегоријанском календару (163. у преступној години). До краја године има још 203 дана.

## Догађаји
- 1184. п. н. е. — Тројански рат: Троја освојена и спаљена, према Ератостеновим прорачунима.
- 1042 — Византијска царица Зоја, представница легитимне Македонске династије удала се по трећи пут за Константина IX Мономаха.
- 1509 — Енглески краљ Хенри VIII се оженио Катарином од Арагона.
- 1580 — Хуан де Гарај је основао Буенос Ајрес.
- 1770 — Капетан Џејмс Кук се насукао на Великом коралном гребену.
- 1770 — Други Континентални конгрес је именовао Томаса Џеферсона, Џона Адамса, Бенџамина Френклина, Роџера Шермана и Роберта Р. Ливингстона у Комитет петорице да напишу нацрт декларације независности тринаест колонија Велике Британије.
- 1788 — Руски истраживач Герасим Исмаилов ступио на Аљаску.
- 1837 — Побуна у Бостону, етнички сукоби енглеских и ирских досељеника у Америци.
- 1901 — Нови Зеланд је анектирао Кукова Острва.
- 1903 — У конаку Старог двора у Београду, убијени су краљ Александар Обреновић и краљица Драга Машин (29. мај по старом календару).
- 1917 — Александар I је наследио престо Грчке, пошто је његов отац Константин I абдицирао под притиском савезничких армија које су окупирале Атину.
- 1935 — Проналазач Едвин Армстронг први пут је јавно демонстрирао FM радио-дифузију у САД, у Алпајну у Њу Џерзију.
- 1937 — Стаљинове чистке: СССР погубио осам војних вођа по наређењу Јосифа Стаљина.
- 1940 — Други светски рат: Британске снаге бомбардовале су Ђенову и Торино у Италији.
- 1940 — Други светски рат: Први напад италијанског ваздухопловства на Малту.
- 1955 — 83 особе рањене и најмање 100 повређено када се два аутомобила сударила на трци Великој награди Ле Мана.
- 1962 — Френк Морис, Џон Англин и Кларенс Англин постали једини затвореници који су успешно побегли из затвора на острву Алкатраз.
- 1963 — Гувернер Алабаме Џорџ Волас стајао је на вратима Аудиторија Фостер на Универзитету Алабаме у покушају да спречи двојицу црних студента да похађају наставу.
- 1963 — Будистички редовник Тит Кван Дик се спалио бензином на прометној раскрсници у Сајгону како би протестовао против недостатка верских слобода у Јужном Вијетнаму.
- 1964 — Ветеран Другог свјетског рата Валтер Зајферт масакрирао је осморо деце и двоје наставника ручно израђеним копљем и бацачем пламена у основној школи у немачком Келну.
- 1988 — Почаст 70. рођендану Нелсона Манделе на Стадиону Вембли у Лондону.
- 1989 — Мајкл Ченг, амерички тенисер, је постао најмлађи победник Ролан Гароса.
- 1999 — Руски батаљон из састава СФОР-а прешао границу СРЈ и приспео на Косово и Метохију као прва јединица из састава КФОР-а, запосевши аеродром Слатина код Приштине.
- 2001 — Тимоти Маквеј је погубљен због своје улоге у нападу у Оклахома Ситију.

## Рођења
- 1853 — Пера Добриновић, српски глумац и редитељ. (прем. 1923)
- 1864 — Рихард Штраус, немачки композитор. (прем. 1949)[1]
- 1910 — Жак Кусто, француски океанограф, научник, еколог, истраживач, проналазач, писац, фотограф и авантуриста. (прем. 1997)[2]
- 1923 — Олга Спиридоновић, српска глумица. (прем. 1994)[3]
- 1933 — Џин Вајлдер, амерички глумац, сценариста, редитељ, продуцент, музичар и писац. (прем. 2016)[4]
- 1943 — Кутињо, бразилски фудбалер и фудбалски тренер. (прем. 2019)[5]
- 1945 — Адријен Барбо, америчка глумица, певачица и списатељица.[6]
- 1951 — Маријан Бенеш, југословенски боксер. (прем. 2018)[7]
- 1959 — Хју Лори, енглески глумац, редитељ, музичар, комичар и писац.[8]
- 1962 — Слободан Кузмановски, српски рукометаш.[9]
- 1963 — Саша Бошковић, српски рукометни тренер.
- 1964 — Жан Алези, француски аутомобилиста, возач Формуле 1.[10]
- 1965 — Јоргос Барцокас, грчки кошаркаш и кошаркашки тренер.[11]
- 1969 — Питер Динклиџ, амерички глумац и продуцент.[12]
- 1978 — Џошуа Џексон, америчко-канадски глумац.[13]
- 1981 — Владимир Тица, српски кошаркаш.[14]
- 1984 — Млађан Јановић, црногорски ватерполиста.[15]
- 1984 — Ненад Мишановић, српски кошаркаш.[16]
- 1986 — Шаја Лабаф, амерички глумац, редитељ, сценариста и продуцент.[17]
- 1987 — Марсел Илхан, турски тенисер.[18]
- 1988 — Клер Холт, аустралијска глумица.[19]
- 1991 — Сасу Салин, фински кошаркаш.[20]
- 1997 — Џорџа Смит, енглеска музичарка.[21]
- 2003 — Бријана Иди, америчка глумица.[22]

## Смрти
- 323. п. н. е. — Александар Македонски, највећи војсковођа и владар античког света. (рођ. 356. п. н. е.)
- 1903 — Александар Обреновић, краљ Србије. (рођ. 1876)
- 1941 — Мустафа Голубић, генерал НКВД-а и атентатор. (рођ. 1889)
- 1942 — Анђа Ранковић, текстилна радница, учесница НОБ-а и народни херој (рођ. 1909)
- 1961 — Лука Симферопољски, руски и совјетски теолог, хирург, духовник, књижевник, доктор медицинских наука, доктор богословских наука и професор, архиепископ симферопољски и кримски, светитељ Руске православне цркве (рођ. 1877)
- 1984 — Енрико Берлингвер, италијански политичар. (рођ. 1922)[23]
- 1990 — Васа Чубриловић, српски историчар (рођ. 1897)[24]
- 2011 — Дарко Радовановић, српски певач. (рођ. 1975)

## Празници и дани сећања
- Српска православна црква слави:
  - Спомен Првог васељенског сабора
  - Свету мученицу Теодосију Тирску
  - Преподобну мученицу Теодосију
  - Светог Александра - епископа александријског
  - Светог Јована Јуродивог - Устјужског чудотворца.
  - Светог мученика Нана (Јована) Солунског
  - Светог мученика Андреја Хиоског
  - Пад Цариграда